# Dennis Wagner

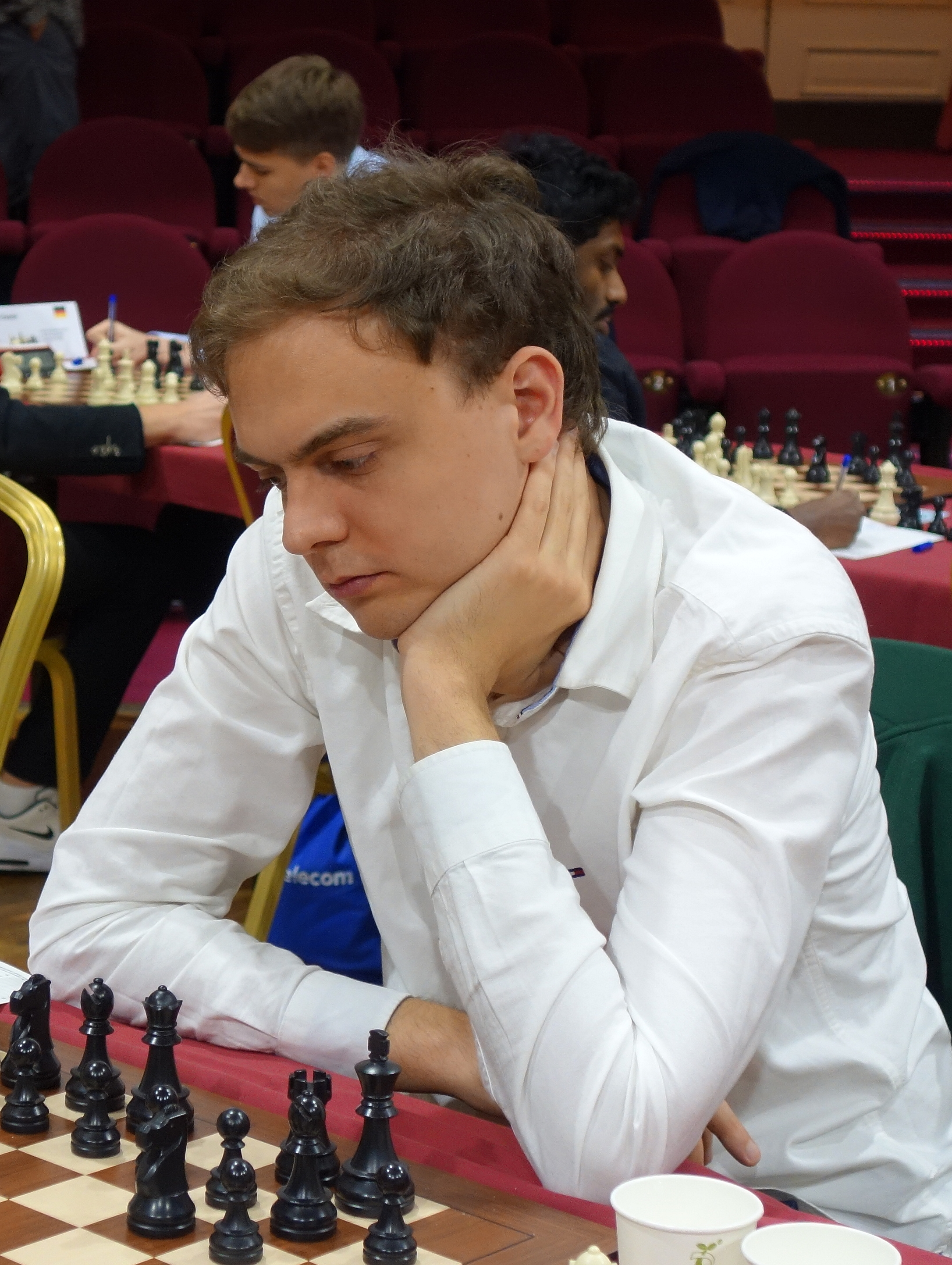
Dennis Wagner in 2023

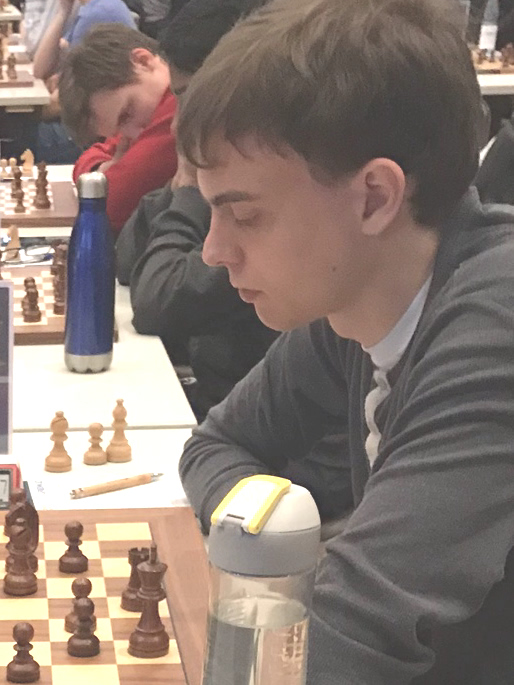
Dennis Wagner in april 2019

Dennis Wagner (Kassel, 19 juni 1997) is een Duitse schaker. In 2012 werd hij Internationaal Meester, sinds 2015 is hij een grootmeester (GM).

## Jeugdperiode
Wagner won in 2007 het Duitse jeugdkampioenschap schaken in de categorie tot 10 jaar, met 10.5 pt. uit 11. Hij nam in 2008 deel aan het Wereldkampioenschap schaken voor jeugd en werd 9e in de categorie tot 12 jaar. Hij won in 2009 Duitse jeugdkampioenschap schaken in de categorie tot 12 jaar. Hij werd in 2010 tweede op het Duitse jeugdkampioenschap schaken in de categorie tot 14 jaar, en in 2011 tweede op het Duitse jeugdkampioenschap schaken in de categorie tot 16 jaar. In december 2011 won hij de Paderborn Cup, met 6½ pt. uit 7 (+6 =1 –0) en een performance-rating hoger dan 2700.
Op 12-jarige leeftijd ging Wagner deel uitmaken van de zogenaamde "Prinzengruppe" van vier jongens (onder leiding van de Bondstrainer Bernd Vökler). Deze 'prinsen' zouden door training en groepsdynamiek binnen enkele jaren 'koningen', grootmeesters, moeten worden.
In 2011 werd hij FIDE-Meester (FM) en in juni 2012 Internationaal Meester (IM). De IM-normen behaalde hij in april 2011 bij het Neckar-Open-toernooi in Deizisau, in maart 2012 bij het nationale Duitse schaakkampioenschap in Osterburg en in juni 2012 bij de Mitropacup in Šibenik. In november 2012 nam hij deel aan het Wereldkampioenschap schaken voor jeugd, in de categorie tot 16 jaar, waar hij eindigde als zesde.

## Schaakcarrière
Dennis Wagner werd in november 2014 tweede op het Duitse schaakkampioenschap en behaalde in december zijn laatste benodigde norm voor de titel grootmeester (GM). In 2015 verkreeg Wagner officieel deze titel. De hiervoor benodigde normen had hij behaald in de Duitse bondscompetitie, seizoen 2013/14, in november 2014 bij het nationale Duitse schaakkampioenschap in Verden en in december 2014 bij het open toernooi in Vandœuvre-lès-Nancy, dat door hem werd gewonnen.
Op het Gibraltar Open toernooi, gehouden van 27 januari tot 5 februari 2015, behaalde hij 7½ pt. uit 10 (+6 =3 –1) met een performance-rating 2757. Per november 2017 was hij de 17e speler op de Duitse ranglijst.
In maart 2018 nam hij deel aan het Europees kampioenschap schaken. Hij eindigde op plaats 152, met de score 5½ pt. uit 11 (+3 =5 –3).
Per januari 2024 was zijn Elo-rating 2611.

## Schaken in nationale teams

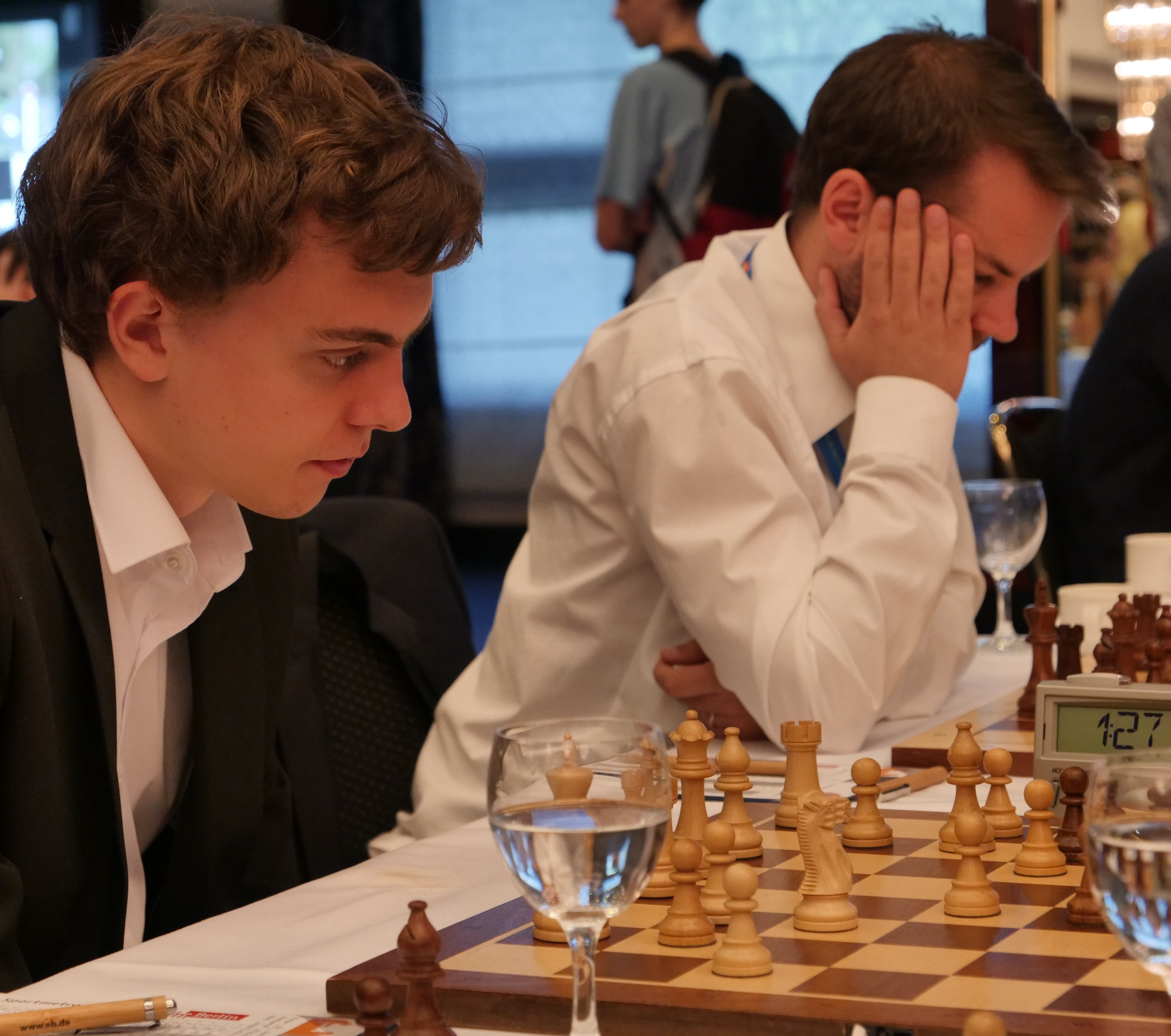
30 april 2018, met Ivan Šarić, spelend voor Hockenheim in de slotronde van de Duitse bondscompetitie 2017/18

Dennis Wagner nam in 2012, 2013 en 2015 met het Duitse nationale team deel aan de Mitropacup, en bereikte met het team in 2013 de tweede en in 2015 de derde plaats. In november 2015 nam hij met het Duitse nationale team deel aan de Europese schaakkampioenschappen voor landenteams, in Reykjavík. Hij speelde aan het vijfde bord en behaalde 3½ pt. uit 6 (+1 =5 –0).

## Schaakverenigingen
Tot 2012 speelde Wagner voor Kasseler SK 1876, daarna ging hij spelen voor SV 1930 Hockenheim. In Frankrijk speelt hij sinds 2016 voor Nice Alekhine, in Oostenrijk speelt hij sinds seizoen 2016/17 voor SK Sparkasse Jenbach, waarmee hij in 2018 en 2020 kampioen van Oostenrijk werd.

## Onderscheidingen
Door de Duitse schaakfederatie werd Wagner gekozen tot speler van het jaar in de categorie tot 14 jaar in de jaren 2007, 2008 en 2009 tot speler van het jaar in de categorie tot 20 jaar in de jaren 2012 en 2014.

## Persoonlijk leven
In 2022 trouwde hij met de schaakster Dinara Dordzhieva.

## Externe koppelingen
- (en)   Informatie over schaakpartijen van Dennis Wagner op ChessGames.com
- (en)   Informatie over schaakpartijen van Dennis Wagner op 365chess.com
- (en)  FIDE-ratinggegevens voor Dennis Wagner